# Prospekt Kosmonavtov (stanice metra v Jekatěrinburgu)
Prospekt Kosmonavtov (rusky Проспект Космонавтов) je konečná stanice na první lince jekatěrinburského metra. 

## Charakteristika
Stanice je trojlodní, kdy kolejová zeď je obložena mramorem a labradoritem a podlaha žulou.
Stanice obsahuje dva vestibuly, které jsou spojeny s nástupištěm schodištěm. Východy ústí na prospekt Kosmonavtov.